# Rivière Shamus
Rivière Shamus är ett vattendrag i Kanada.   Det ligger i provinsen Québec, i den sydöstra delen av landet, 300 km norr om huvudstaden Ottawa. Rivière Shamus ligger vid sjön Lac Shamus.
I omgivningarna runt Rivière Shamus växer i huvudsak blandskog. Trakten runt Rivière Shamus är nära nog obefolkad, med mindre än två invånare per kvadratkilometer.